# 艾哈迈德
艾哈迈德（阿拉伯语：‎），一个常见的阿拉伯男子名。

## 词源
该名源可能自阿拉伯语词根“‎”（ḥ-m-d），词语“‎”（ʾaḥmed），动词“‎”（ḥamida，意为感谢或赞扬）、“‎”（yaḥmadu）。

## 词汇学
作为一个阿拉伯人名，它出自于《古兰经》 61:6
中尔撒（耶稣）关于穆罕默德的预言，与马哈茂德、穆罕默德、哈米德等人名有着相同的出处。该名在不同语言音译的过程中成为世界上最多的拼写变体的人名。